# Tibetanske angreb på Songzhou
De tibetanske angreb på Songzhou skete som led i de militære konflikter mellem Kina og Tibet i 600-tallet.
Den første militære konflikt mellem Kina og Tibet skete i 638. I begyndelsen af det 7. århundrede bragte de vestlige erobringer af det kinesiske Tang-dynasti det i kontakt med det da voksende tibetanske imperium. Da kejser Taizong af Tang nægtede en ægteskabsalliance, sendte den tibetanske kejser Songtsen Gampo en hær til angreb på den kinesiske grænseby Songzhou (松 州, nu Sichuan). Efter, at en Tang-hær havde påført tibetanerne alvorlige skader under et natligt angreb, trak Songtsen Gampo sig tilbage. Han sendte udsendinge og hyldest til Chang'an for at undskylde, og igen anmode om ægteskab. Taizong besluttede at give Songtsen Gampo en fjern niece, prinsesse Wencheng, i ægteskab. Freden holdt under resten af s Taizonge og Songtsen Gampos regeringsperioder, selvom Tibet udgjorde ee permanent stor militær trussel i det meste af resten af Tang-perioden.

## Indledende kontakter mellem Tang og Tibet
I de tidlige årtier af det 7. århundrede var den store trussel mod det vestlige Kina Xianbei-staten Tuyuhun. Der efter voksede Tuyuhuns sydvestlige nabo, det tibetanske imperium, til den dominerende magt.
Eksistensen af Tibet var ukendt for kineserne indtil 608, da tibetanske udsendinge fra kejser Namri Songtsen ankom for at aflægge hyldest til Sui-imperiet. I 634 aflagde hans søn Songtsen Gampo hyldest og en anmodning om en heqin ("ægteskabelig alliance"). I mellemtiden havde en nordkinesisk aristokrat rykket ind i Sui og erklærede sig Kejser Gaozu af Tang. Da Songtsen Gampos ægteskabshenvendelse ankom, kæmpede Taizong, den anden Tang-kejser, mod Tuyuhun og reagerede ikke i første omgang, men sendte sendebuddet Feng Dexia (馮德 遐) til Tibet for at etablere fredelige forbindelser.

## Konflikt i 638
I slutningen af 634 havde Taizong sendt general Li Jing mod Tuyuhun, og i en større militærkampagne, overvandt Tuyuhuns Busabo Khan Murong Fuyun, som blev dræbt under flugt. Tang udnævnte derefter Murong Fuyuns søn Murong Shun som Tuyuhuns khan, og efter, at Murong Shun blev myrdet i slutningen af 635, støttede Murong Shuns søn Murong Nuohebo som khan.
Feng Dexia syntes at være kommet til Tibet omkring samme tid. På dette tidspunkt var Songtsen Gampo opmærksom på, at khanerne fra det østlige tyrkiske khaganat og Tuyuhun havde arrangeret statslige ægteskaber med Kina og sendte derfor en udsending til at ledsage Feng tilbage til Tang med yderligere hyldest til at anmode om at gifte sig med en Tang prinsesse.
Taizong afviste forslaget. Da den tibetanske missionær vendte tilbage til Tibet, fortalte han Songtsen Gampo, fejlagtigt ifølge tibetanske historiske kilder, at Taizong var sindet til at godkende et dynastisk ægteskab, men ændrede sig efter at have hørt at tibetanerne var blevet bagtalt af Tuyuhun. Det blev sagt, at Murong Nuohebo havde besøgt Tang og blandede sig, hvilket førte til Taizongs afvisning. Songtsen Gampo, der troede på rapporten, angreb Tuyuhun i slutningen af 637 og begyndelsen af 638, fangede nogle af indbyggerne og tvang resten til at flygte til områder nord for Qinghai-søen.
I efteråret 638 foretog tibetanske styrker tilsyneladende ledet af Songtsen Gampo selv angreb på Tang-grænsebyen Songzhou (松州, nu Songpan distrikt i Sichuan), men sendte på samme tid udsendinge til Tang-hovedstaden Chang'an og aflagde igen hyldest og erklærede at de havde til hensigt at byde en prinsesse velkommen. Størrelsen af hans hær er givet som 100.000 nand af tibetanske kilder og over 200.000 af kinesiske kilder. De besejrede en styrke sendt mod dem af Songzhous guvernør Han Wei. Ifølge de kinesiske annaler svarede Taizong ved at sætte general Hou Junji til at lede en hær, assisteret af generalerne Zhishi Sili (執 失 思 力), Niu Jinda (牛 进 達) og Liu Jian (劉 簡). Ledet af Niu forårsagede Tang-hæren svære skader på tibetanernes hær i et overraskende natangreb. Alarmeret trak Songtsen Gampo sig tilbage, sendte udsendinge og hyldest til Chang'an for at undskylde og igen anmode om ægteskab. Kejser Taizong accepterede denne gang.

## Ægteskab mellem Songtsen Gampo og Prinsesse Wencheng
Der blev imidlertid ikke taget yderligere skridt til at gennemføre ægteskabet i omkring to år. I efteråret 640 sendte Songtsen Gampo sin premierminister, Gar Tongtsen Yülsung (også Lu Dongzan, 祿東贊) til Tang for at aflægge tribut i form af guld og juveler og igen at anmode om ægteskab. Som følge heraf udpegede Taizong en datter af en slægtning, prinsesse Wencheng, og forberedte sig til at give hende til Songtsen Gampo i ægteskab. Imponeret af Gar Tongtsen Yülsungs nøjagtighed i at interagere med ham, ignorerede han også over Gar Tongtsen Yülsungs egen indvending, at han allerede havde en kone, og at det ville være uhensigtsmæssigt for ham at gifte sig før sin kongeoverdragne, Lady Duan, barnebarn til prinsesse Langye, til Gar Tongtsen Yülsung som en kone også.
I foråret 641 sendte Taizong sin fætter, Li Daozong, prins af Jiangxia, til at ledsage Gar Tongtsen Yülsung tilbage til Tibet og eskortere Wencheng. Da de ankom til Tibet, blev Songtsen Gampo sagt at være så glad for, at han bøjede sig for Li Daozong ved en ceremoni, der var egnet til svigersøn over for en svigerfar. Han byggede et palads for Wencheng og ændrede sig til kinesisk tøj, før han mødte hende. Det blev sagt, at den tibetanske befolkning på det tidspunkt havde en skik, at prinsesse Wencheng hadede, at folk ville male deres ansigter røde, og at han forbød sædvanen for hendes skyld.

## Følger
Som en del af aftalen sendte han også adels- og familiemedlemmer til Chang'an for at studere på Tangs kejserlige universitet i en gammel brugerdefineret, der gjorde dem faktisk gidsler, mens de lærte kinesisk skik og kultur for et bedre forhold. Songtsen Gampo anmodede også kinesiske forskere. I begyndelsen af Gaozongs regeringstid anmodede Tibet også om teknologioverførsel til silkeavl, vinfremstilling, mølleri og papirfremstilling.
Ægteskabsalliansen bragte to årtier af fred mellem de to imperier.en tibetansk tradition nævner at efter Songtsen Gampo's død i 649 erobrede kinesiske tropper Lhasa og afbrændte det røde palads, men begivenheden omtales hverken i kinesiske annaler eller i tibetanske annaler fundet i Dunhuang, og nogle historikere tvivler på dens troværdighed. I 647, for da Taizong sendte en styrke under kommandoen til göktürkiske fyrst Ashina Shö-Eul på en straffeekspedition mod staten Kucha under dens ny konge Hari Pushpa, efter at hans forgænger havde nægtet at betale tribut i protest mod Kinas interventionspolitik, blev tibetanske tropper rekrutteret. Også i 648, da Tang-udsendingen Wang Xuance blev siddende fast som føle af politisk uro i en indisk stat, søgte han hjælp fra både Tibet og Nepal og blev bistået af begge til at besejre en af fraktionerne i 649.
I denne periode styrkede og udvidede tibetanerne deres imperium. Ved slutningen af 660-erne havde de overvundet Tuyuhun og var i direkte kontakt med Tang-territoriet. De to imperier kæmpede sporadisk i de følgende årtier, og meget af det østlige Tibet faldt til Tang. Med svækkelsen af den kinesiske stats magt som følge af An Lushan-oprøret i 755-763 formåede tibetanerne at genvinde store dele af deres tidligere tabte territorium ved at overrumple Songzhou og det omkringliggende område i 763, og endda kortfattet overvandt hovedstaden Chang'an. Songzhou (tibetansk: sharkok, wylie: shar khog) blev der efter angiveligt koloniseret af tibetanerne fra Ngari og identificeret i tibetanske geografiske skrifter som en del af det voksende tibetanske imperium, som blev klassificeret som en del af Amdo eller Kham. Sharkok og nabostaten Khöpokok (Jiuzhaigou) er forblevet tibetansk-talende områder indtil i dag (tidligere klassificeret som amdo-tibetansk, nu foreløbigt klassificeret som fem særskilte dialekter af en uafhængig gren af tibetansk, sharkhog-tibetansk).
En bivirkning af det tibetanske imperiums genopblomstring var at lette buddhismens fremtrængen nord og vest, til skade for islams ekspansion. Det var en afgørende faktor i omlægningen af Kinas silkehandel og øst-vest-handelsmønstre, som flyttede nordover gennem Uighur-landene.